# Gustav von Wartensleben

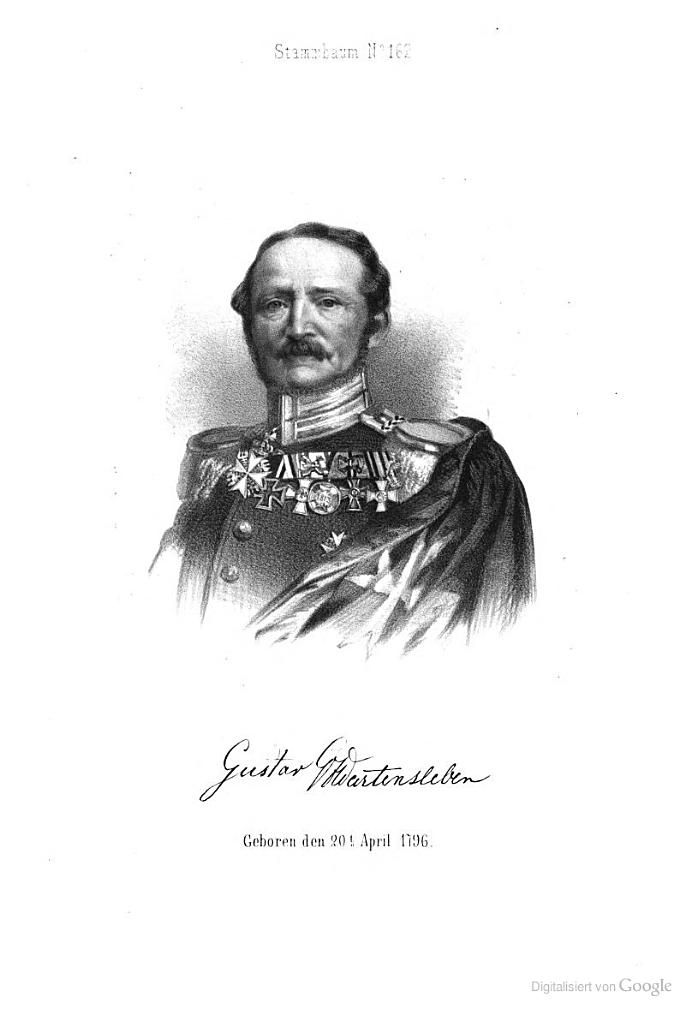
Gustav Ludwig von Wartensleben (1796–1886)

Gustav Ludwig Graf von Wartensleben (* 20. April 1796 in Carow; † 29. Januar 1886 ebenda) war ein preußischer Generalleutnant, Kammerherr, Rechtsritter des Johanniterordens und Fideikommissherr auf Gut Karow (damals Carow).

## Leben

### Herkunft
Er stammte aus dem magdeburgischen Uradelsgeschlecht von Wartensleben, das 1703 in den Grafenstand erhoben wurde. Seine Eltern waren Ludwig Graf von Wartensleben (1767–1833) und dessen erste Ehefrau Henriette, geborene Mörs (1777–1805).

### Werdegang
Wartensleben besuchte von 1806 bis August 1809 als Zögling 835 die Ritterakademie in Brandenburg an der Havel, sowie anschließend das Werdersche Gymnasium in Berlin.
Als freiwilliger Jäger trat er 1813 in das Garde-Jäger-Bataillon der Preußischen Armee ein, wo er im selben Jahr erst Portepeefähnrich, dann Sekondeleutnant wurde. Er nahm an den Befreiungskriegen, insbesondere den Schlachten bei Großgörschen, Dresden, Arcis sur Aube, Brienne und Paris, sowie den Gefechten bei Graupen und Nollendorf teil. Für Großgörschen erhielt er den Orden des Heiligen Georg V. Klasse, für Paris das Eiserne Kreuz II. Klasse sowie den Orden des Heiligen Wladimir IV. Klasse. 1820 war Wartensleben Adjutant der 2. Garde-Division, avancierte 1821 zum Premierleutnant und war 1825 Adjutant der 1. Garde-Infanterie-Brigade sowie 1826 in gleicher Stellung bei der 1. Garde-Division. Hier wurde er 1830 als Kapitän aggregiert. Seine Aufnahme als Ritter des Johanniterordens erfolgte 1834. Im selben Jahr ist er als Major mit der Uniform des Garde-Jäger-Bataillons ausgeschieden.
Wartensleben wurde 1844 Kammerherr. Er erhielt 1865 den Charakter eines Oberstleutnants, 1879 den als Generalmajor und schließlich 1887 den eines Generalleutnants. Graf Wartensleben-Carow war lange aktiv im Johanniterorden, Rechtsritter 1854, und Mitglied im Konvent der Sächsischen Provinzial-Genossenschaft. Er starb als einer der letzten Helden der Befreiungskriege.

### Familie
Im Jahr 1825 heiratete er in Berlin Elisabeth von Goldbeck und Reinhart (1803–1869). Sie war die Tochter des Ritterschaftsdirektors Karl Friedrich von Goldbeck und seiner Ehefrau Alexandrine von Schrötter.
Aus dieser Ehe gingen fünf Kinder hervor:
- Hermann Ludwig (1826–1921) ⚭ Agnes von Podbielski
- Alexander Hermann (1828–1870) ⚭ Editha von Goldacker
- Gustav Hermann Alexander  (1830–1921)

⚭ Amalia Clara Julie Bertha Gräfin von der Schulenburg
⚭ Mathilde Johanna Dorothea von Mutius
- Ludwig (1831–1926) ⚭ Mathilde Gräfin von Blumenthal
- Friedrich Hermann Alexander (1833–1923)[6]

⚭ Veronika von Ploetz
⚭ Marie Friederike Baronesse Schimmelpenninck von der Oye
- Mathilde Caroline Alexandrine (1835–1918) ⚭ Konrad Ernst Maximilian Graf Finck von Finckenstein (1820–1884), Eltern von General Bernhard Graf Finck von Finckenstein